# Берестейське староство
Берестейське староство — господарско-адміністративна одиниця в складі Великого князівства Литовського XV–XVIII ст. Створене в 1413 році. Староства тимчасово надавалися окремим феодалам на відзначення їх заслуг перед королем. Центр — м. Берестя. Зі староства сплачували кварту, тобто четверту частину прибутку на утримання «кварцяного» війська. Надання староств на «годування» мало політичний характер.

## Феодальні повинності
На одне селянське господарство приходилось 1,1 волоки, але з урахуванням прирізок — 1,3 волоки.В 1566 році з одної волоки два дні панщини в тиждень і чотири шарварки на рік. В 1747 році шість днів панщини з тяглої волоки, а також заорки, оборки, зажинки, обжинки, закоски, обкоски. Чинш в залежності від якості земля від 60 до 97 грошей.
Структура боргів селян в 1783 році
| Категорія                           | Відсоток |
| ----------------------------------- | -------- |
| За сіль                             | 25%      |
| За користання інвентарем            | 16%      |
| За користання скотиною (воли, коні) | 57%      |

## Ревізії
Перша «Ревізія Берестейського староства» 1566 написана королівським ревізором Дмитром Сопігою. Ревізії Берестейського староства проводились в 1588, 1682, 1747, 1783 роках. В 1735 році ревізор стверджує про розоріння цілих сел.
Структура селянства, згідно з інвентарем 1783 року
| Категорія                      | Відсоток |
| ------------------------------ | -------- |
| Бідні без робочої скотини      | 14,4%    |
| Бідні власники робочої скотини | 22,8%    |
| Середняки                      | 38,9%    |
| Заможні                        | 18,7%    |
| Богаті                         | 6,4%     |

## Структура
Складалося з 7 волостей:
- Берестейська,
- Воїнська,
- Дивинська,
- Київецька,
- Милейчицька,
- Піщатська.

Кожна волость ділилася на війтівства.

## Старости
- Начко Гінівілович 1434–1446
- Олехно Довойнович 1452
- Богдан Сакович 1472–1474
- Ян Насутич 1475
- Яків Немирович 1483–1487
- Сенько Олізарович 1488–1496
- Станіслав Петкович 1498–1503
- Станіслав Кишка 1504–1507
- Василь Глинський 1507–1508
- Олександр Гольшанський 1508–1509
- Станіслав Остикович 1509–1510
- Юрій Іллініч 1510—1526
- Олександр Ходкевич 1529–1547
- Микола Радивил 1551–1565
- Остафій Волович 1566–1587
- Ян Кишка 1589–1592
- Казимир Ян Сопіга 1665–1670
- Ян Фридерик Сопіга 1698-
- Казимир Владислав Сопіга